# Козачий кавалерійський полк Платов
Козачий кавалерійський полк «Платов» (нім. Kosaken-Reiter-Regiment "Platow", рос. Казачий кавалерийский полк "Платов") — добровольчий військовий підрозділ періоду Другої світової війни. Полк комплектувався з німців і козаків.

## Історія
У 17-й армії було сформовано 13 червня 1942 кавалерійський полк під командуванням Едгара Торнсена на базі створених з полонених червоноармійців козачих підрозділів при корпусних, армійських штабах. Полк складався з п'яти кавалерійських ескадронів, ескадрону важкого озброєння, запасного ескадрону, артилерійської батареї з 4 гармат. У другій половині 1942 полк брав участь в боях на Кавказі. Полк охороняв околиці Майкопу. При просуванні Вермахту в напрямку Туапсе-Сухумі полк боровся з партизанами в районі Майкоп — Армавір.
При відступі Вермахту з Кавказу полк перекинули на початку січня 1943 в район Новоросійська, де охороняв морське узбережжя, брав участь у антипартизанських операціях. Згодом полк перевели до Кубані, де брав участь у відбитті морських десантів. у травні 1943 полк у складі 932 бійців (114 німців, 818 козаків) перевели до Криму. Рештки полку перевели до Млави, де включили до новосформованої 1-ї козачої дивізії.